# Crémarest
Crémarest is een gemeente in het Franse departement Pas-de-Calais (regio Hauts-de-France) en telt 679 inwoners (2005). De plaats maakt deel uit van het arrondissement Boulogne-sur-Mer.

## Geografie
De oppervlakte van Crémarest bedraagt 11,7 km², de bevolkingsdichtheid is 58,0 inwoners per km².

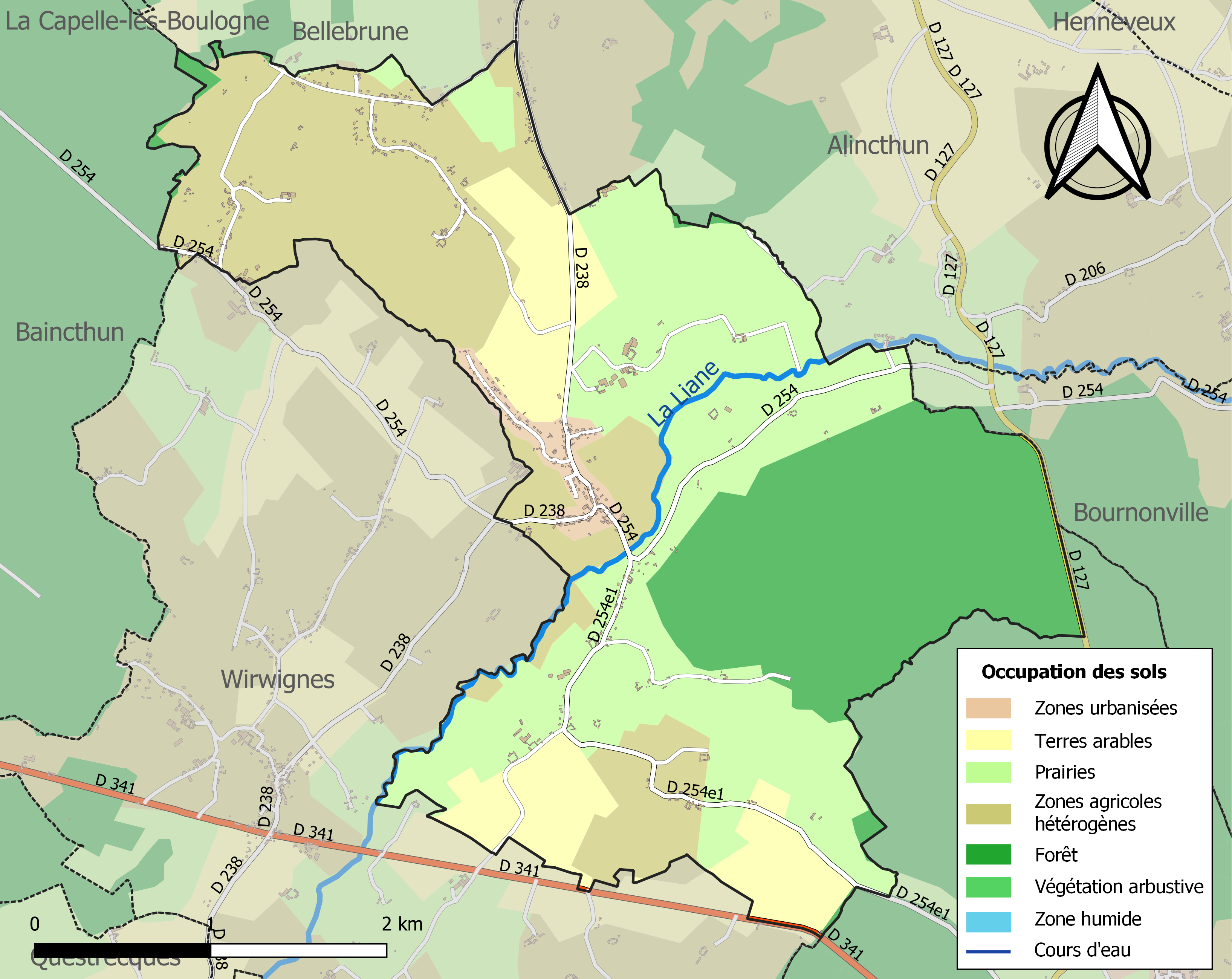
Kaart van de gemeente met de belangrijkste infrastructuur, bodemgebruik en omliggende gemeenten

## Demografie
Onderstaande figuur toont het verloop van het inwonertal (bron: INSEE-tellingen).